# (23295) Brandoreavis
(23295) Brandoreavis es un asteroide perteneciente al cinturón de asteroides, descubierto el 23 de diciembre de 2000 por el equipo del Lincoln Near-Earth Asteroid Research desde el Laboratorio Lincoln, Socorro, Nuevo México.

## Designación y nombre
Designado provisionalmente como 2000 YK137. Fue nombrado en honor de Brandon Lee Reavis (n. 1989) quien obtuvo el primer lugar en la Feria Internacional de Ciencias e Ingeniería de Intel de 2007 por su proyecto de equipo de ingeniería eléctrica y mecánica. Asiste a la escuela secundaria Cody en Cody (Wyoming), EE. UU.

## Características orbitales
Brandoreavis está situado a una distancia media del Sol de 2,311 ua, pudiendo alejarse hasta 2,562 ua y acercarse hasta 2,061 ua. Su excentricidad es 0,108 y la inclinación orbital 8,967 grados. Emplea 1283,42 días en completar una órbita alrededor del Sol.

## Características físicas
La magnitud absoluta de Brandoreavis es 15,54. 